# Kreuzbühl (Naturschutzgebiet)
Das Gebiet Kreuzbühl ist ein mit Verordnung vom 12. Dezember 1983 des Regierungspräsidiums Tübingen ausgewiesenes Naturschutzgebiet (NSG-Nummer 4.115) im Norden der baden-württembergischen Kleinstadt Meßkirch im Landkreis Sigmaringen in Deutschland.

## Lage
Das rund 4,32 Hektar große Naturschutzgebiet Kreuzbühl gehört naturräumlich zur Hegau- und Mittleren Flächenalb. Es liegt etwa vier Kilometer nordwestlich der Meßkircher Stadtmitte in der Gemarkung Rohrdorf, auf einer durchschnittlichen Höhe von 691 m ü. NHN.

## Schutzzweck
Wesentlicher Schutzzweck ist die Erhaltung des naturnahen, artenreichen Biotops inmitten der intensiv genutzten Agrarlandschaft. Seine Bedeutung hegt in der besonderen ökologischen Funktion und mannigfaltigen Biotopgestaltung (Hecken, Sträucher, Wiesen), die im Kontrast zu der direkten Umgebung steht.

### Partnerschutzgebiete
Das Naturschutzgebiet Kreuzbühl ist Teil des „Naturparks Obere Donau“.

## Flora und Fauna
Die im Lauf der Jahre entstandene Vielfalt an Vegetationsstrukturen bietet zahlreichen Pflanzen- und Tierarten Lebensraum. Bislang wurden in dem kleinen Schutzgebiet bereits 190 Pflanzenarten nachgewiesen, darunter 29 verschiedene Gehölze.